# Monice (gmina)
Monice (do 1953 Bogumiłów) – dawna gmina wiejska istniejąca w latach 1953–1954 w woj. łódzkim. Siedzibą władz gminy były Monice (obecnie dzielnica Sieradza).
Gmina Monice powstała 21 września 1953 roku w powiecie sieradzkim w województwie łódzkim, w związku z przemianowaniem gminy Bogumiłów na Monice.
Gmina została zniesiona 29 września 1954 roku wraz z reformą wprowadzającą gromady w miejsce gmin. Jednostki nie przywrócono 1 stycznia 1973 roku po reaktywowaniu gmin, a jej dawny obszar wszedł głównie w skład nowej gminy Sieradz oraz miasta Sieradza.